# ذي قشإبة (العدين)

تعديل مصدري - تعديل

ذي قشابة محلة تابعة لقرية المشعب، التابعة لعزلة خباز بمديرية العدين إحدى مديريات محافظة إب في الجمهورية اليمنية.، بلغ تعداد سكانها 56 حسب تعداد اليمن لعام 2004.